# وحدات مقاومة سنجار
وحدات مقاومة سنجار (بالكردية: Yekîneyên Berxwedana Şengalê‏) اختصارًا "YBŞ" هي وحدات إيزيدية تشكلت في العراق في 2007 لحماية المجتمع الإيزيدي في العراق في اليقظة من الهجمات من قبل متمردين عراقيين. كما تعتبر ثاني أكبر جماعة يزيدية، بعد قوة حماية ايزيدخان. رغم إنها أكثر نشاطًا في محاربة داعش.
سويا مع فروعها النسوية، وحدات نساء ايزيدخان ووحدات حماية ايزيخان المنحازة سابقا للبيشمركة، في أكتوبر 2015 أسست تحالف سنجار وهو هيكل مظلة ذو قيادة مشتركة. وحدات مقاومة سنجار ووحدات نساء ايزيدخان يقدمان نفسهما تحت مظلة اتحاد مجتمعات كردستان وتعمل في تناغم مع قوات الدفاع الشعبي من حزب العمال الكردستاني. ميليشيات شمر أيضا دعمت YBŞ.